# Walter Maxfield Lea
Walter Maxfield Lea (né le 10 février 1874, décédé le 10 janvier 1936) était un homme politique canadien qui fut premier ministre de la province de l'Île-du-Prince-Édouard de 1930 à 1931, et une seconde fois de 1935 à 1936.